# Jean de Châteauvillain
Jean de Chateauvillain (mort le 2 avril 1312) fut seigneur de Pleurs et évêque de Chalons de 1284 à 1312.

## Biographie
Jean de Châteauvillain est le fils et homonyme de Jean Ier de Châteauvillain, seigneur de Châteauvillain, et de son épouse Jeanne de Milly.
Il est élu évêque de Châlons en 1284, mais n'avait pas l'âge requis pour assurer la fonction et il fallut faire une exception à la règle. Dès 1285, il a des différends avec son chapitre à cause de la juridiction temporelle et spirituelle de son église.

## Liens
- Ressource relative à la religion :   - Catholic Hierarchy